# Triforium

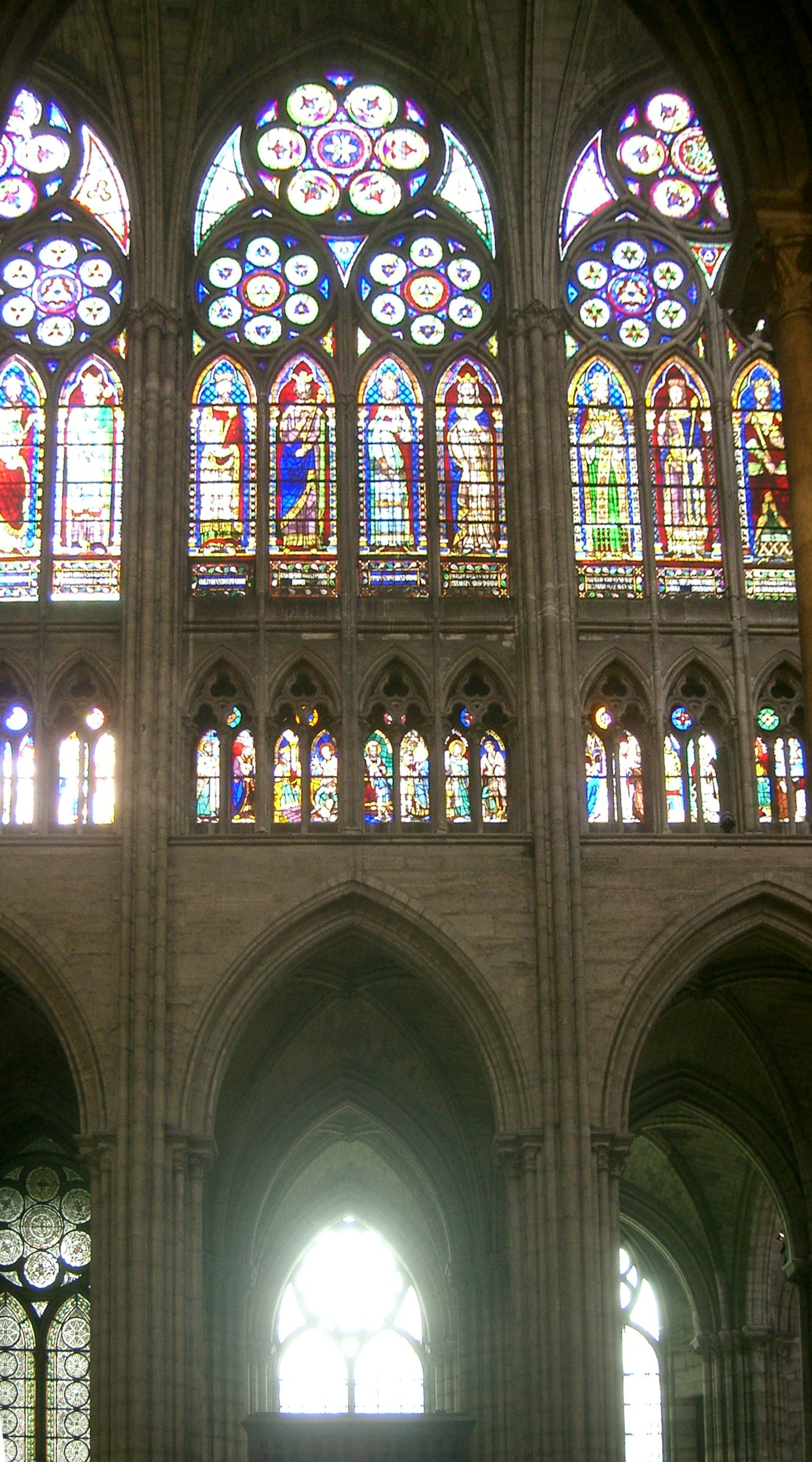
Odspodu: Zóna mezilodních arkád, triforia a bazilikálních oken (bazilika Saint-Denis u Paříže)

Triforium je ochoz používaný u chrámů katedrálního typu, umístěný v síle zdi a otevřený do vnitřního prostoru katedrály zpravidla sloupkovými arkádami a umístěný mezi spodní zónou mezilodních arkád (vedoucích do bočních lodí a chórového ochozu) a horní zónou bazilikálních oken v chóru, transeptu či v hlavní lodi. U některých francouzských raných katedrál je mezi spodními arkádami a triforiem ještě navíc umístěna empora, takže pak katedrála nemá tři, ale čtyři horizontální zóny. Naopak katedrála v německém Magdeburgu je vybavena pouze emporou.
Triforium nemá liturgický význam, nýbrž výtvarný a technický. Vyplňuje totiž tu část katedrální stěny, která by byla nečleněná a prázdná, protože z vnějšku zde přiléhají krovy bočních lodí či chórového ochozu a kaplí. Na rozdíl od románských staveb však gotický stavitel nečleněné plochy zdiva pokud možno maximálně eliminoval. Pokud nebylo možné je přímo prolomit okny, byla taková plocha například alespoň členěna ozdobnou paneláží, nebo přímo prolomena arkádou, což není nic jiného než právě triforium.
Přesto existují případy, kdy je triforium paradoxně částečně, nebo po celé výšce prosvětleno okny, neboť jeho původní praktická funkce v daném místě z nějakého důvodu odpadla. Například použitím velmi nízké střechy kaplí atp. Tak je to i v případě pražské katedrály svatého Víta. V klášterním kostele Nanebevzetí Panny Marie v Sedlci u Kutné Hory, který používá katedrální schéma, ale vzhledem k požadavkům cisterciáckého řádu na skromnost zde není ani triforium, ani viditelný opěrný systém, ani věže v průčelí. Proto je zde v zóně triforia použito pouze slepé panelování.

## V České republice
V Česku se triforium vyskytuje pouze v katedrále sv. Víta v Praze a v chrámu sv. Barbory v Kutné Hoře. V pražském triforiu se nachází zcela výjimečný soubor středověkých sochařských portrétů z doby Karla IV.

## Galerie

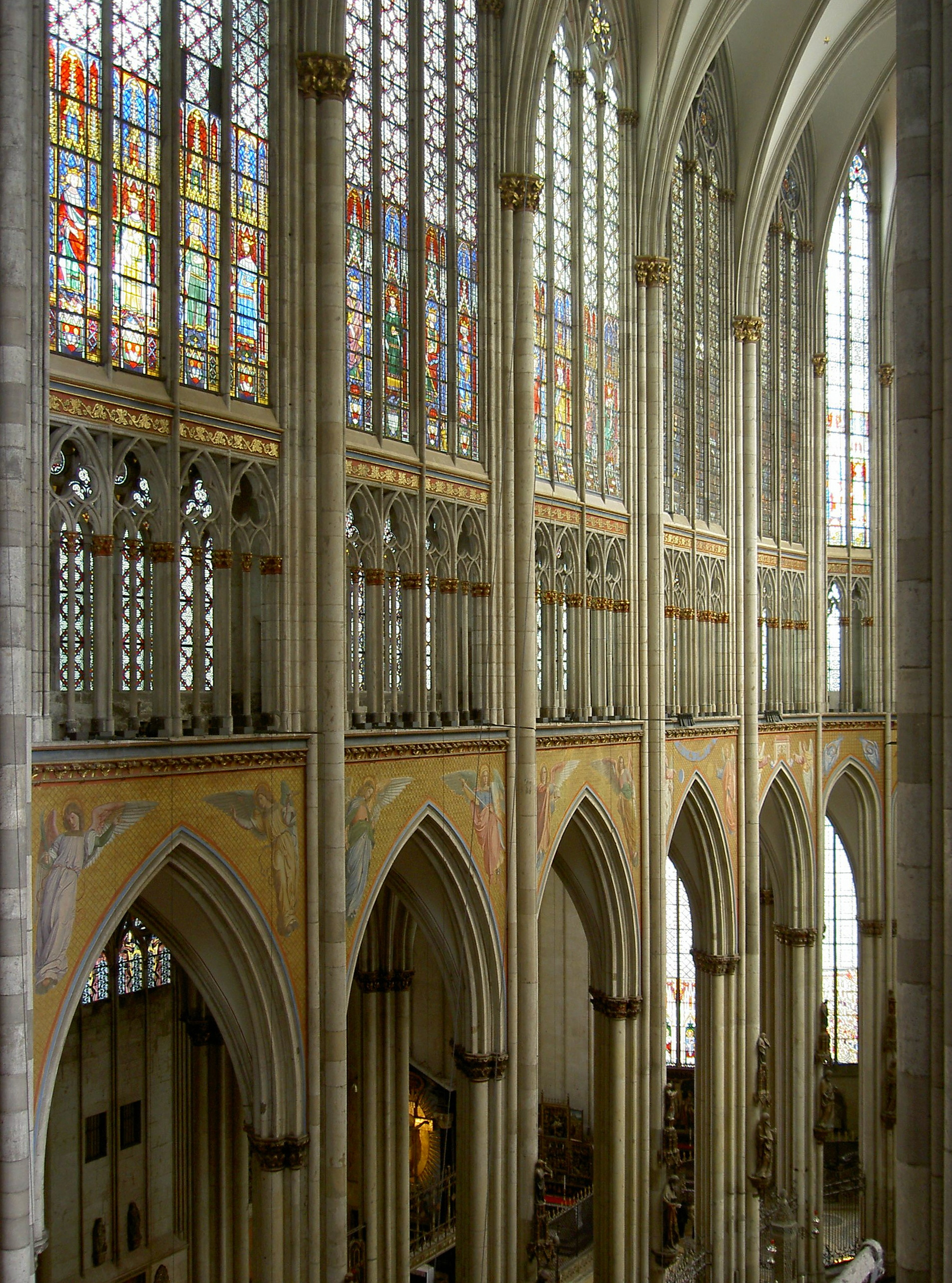
Katedrála v Kolíně nad Rýnem, SRN
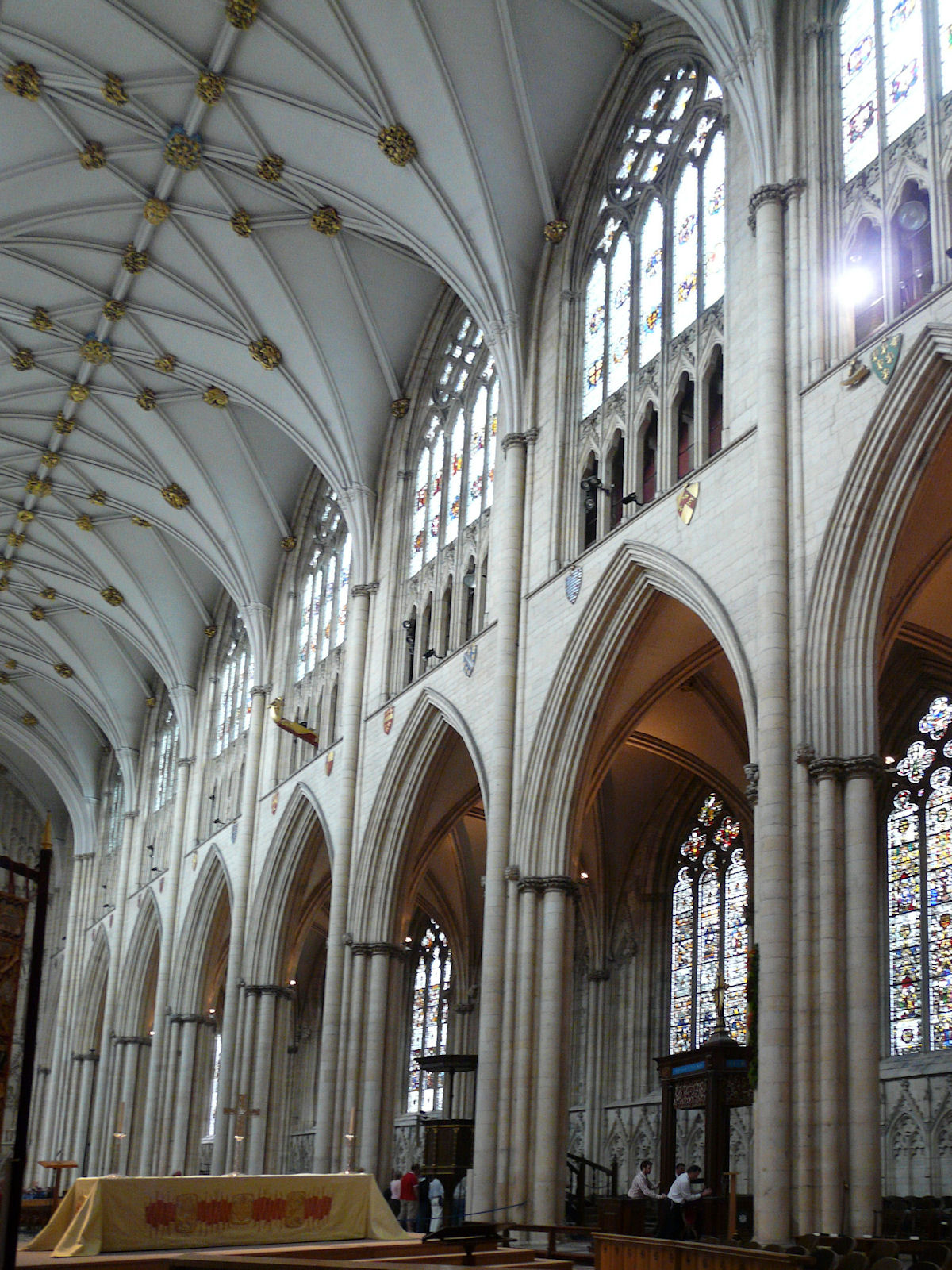
Katedrála v Yorku, Anglie
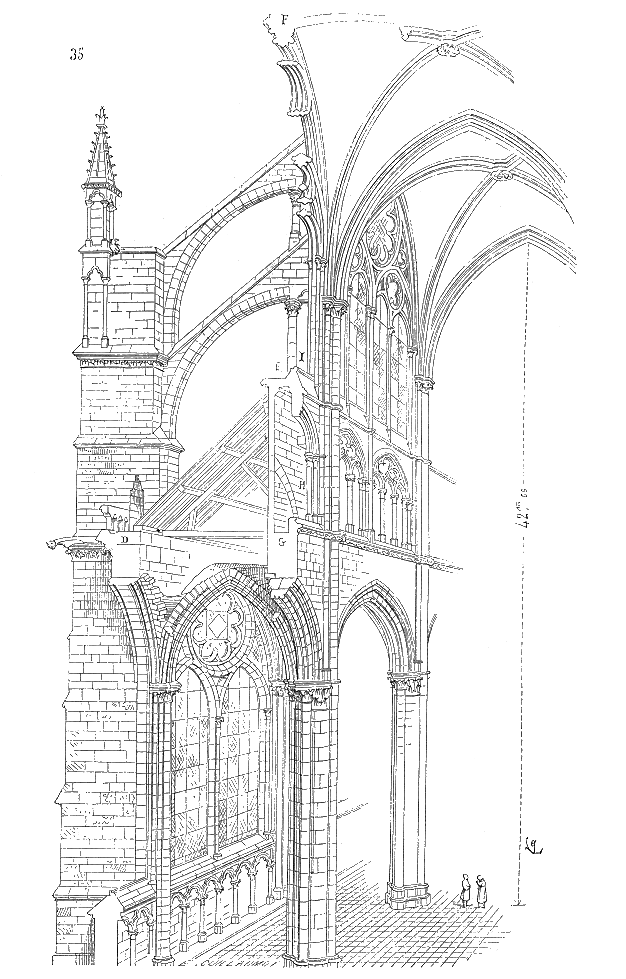
Katedrální stěna v řezu (katedrála Notre-Dame, Amiens ve Francii)
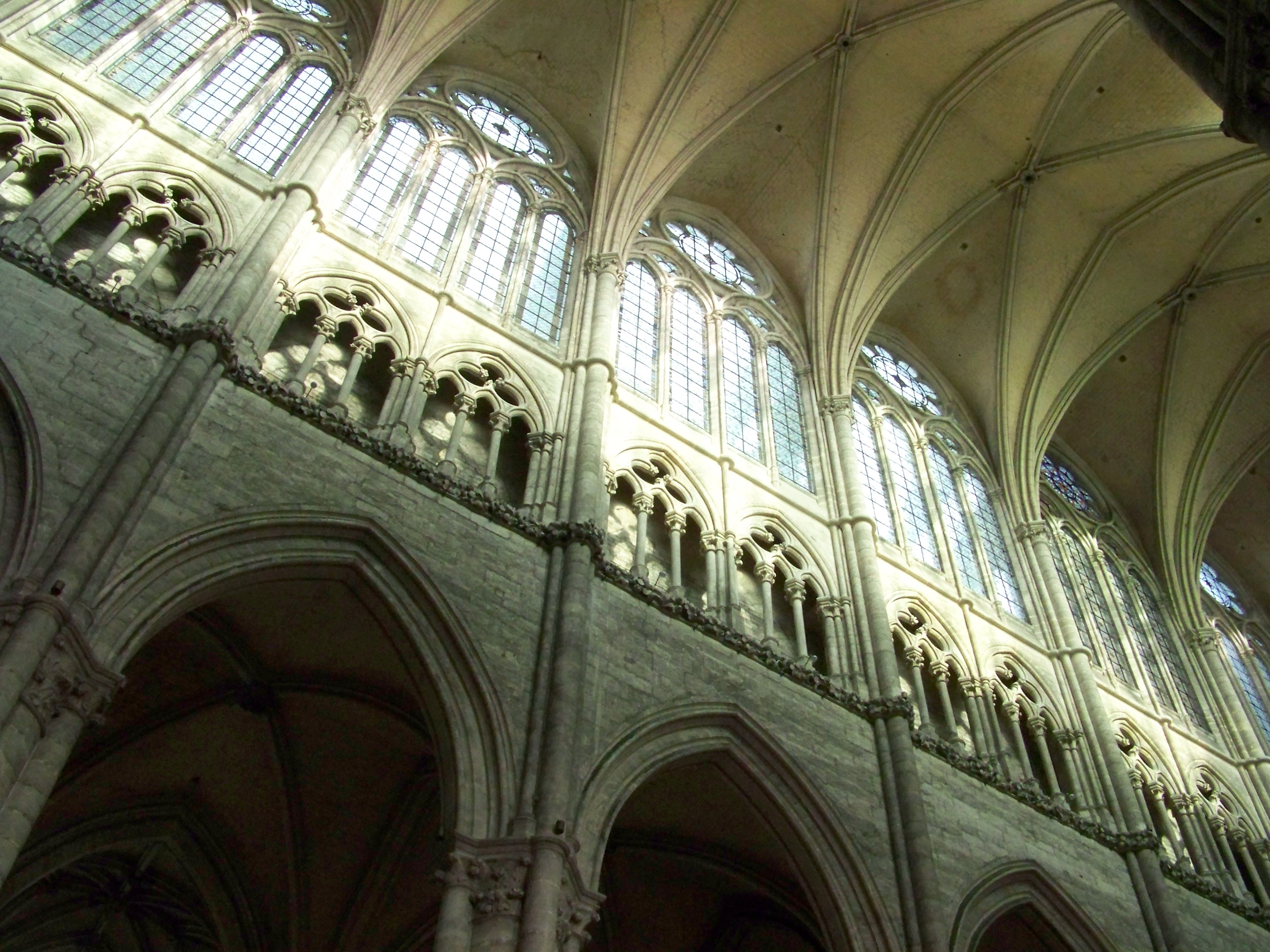
Amiens katedrála Notre-Dame
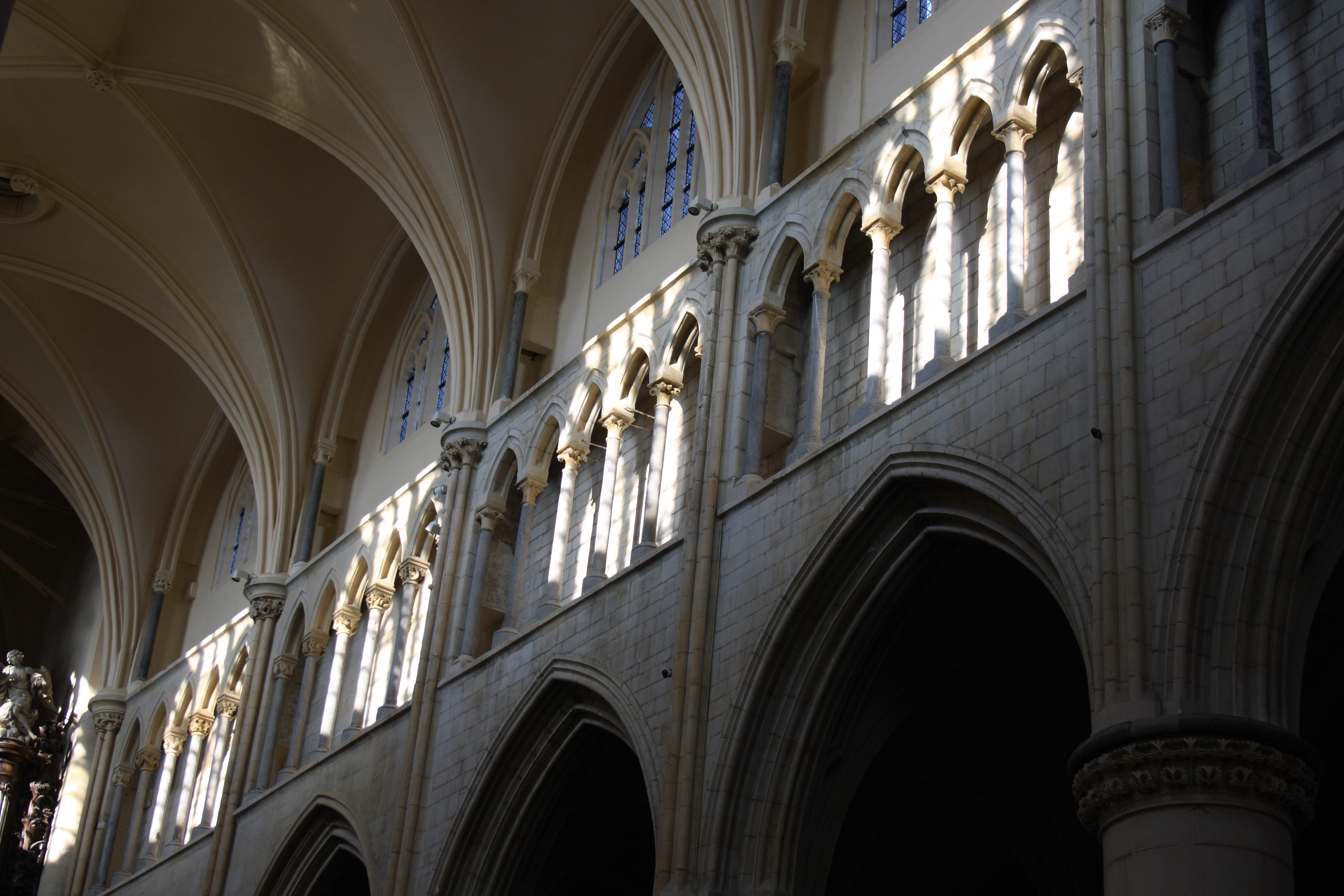
Bazilika Onze-Lieve-Vrouwe, Tongeren, Belgie
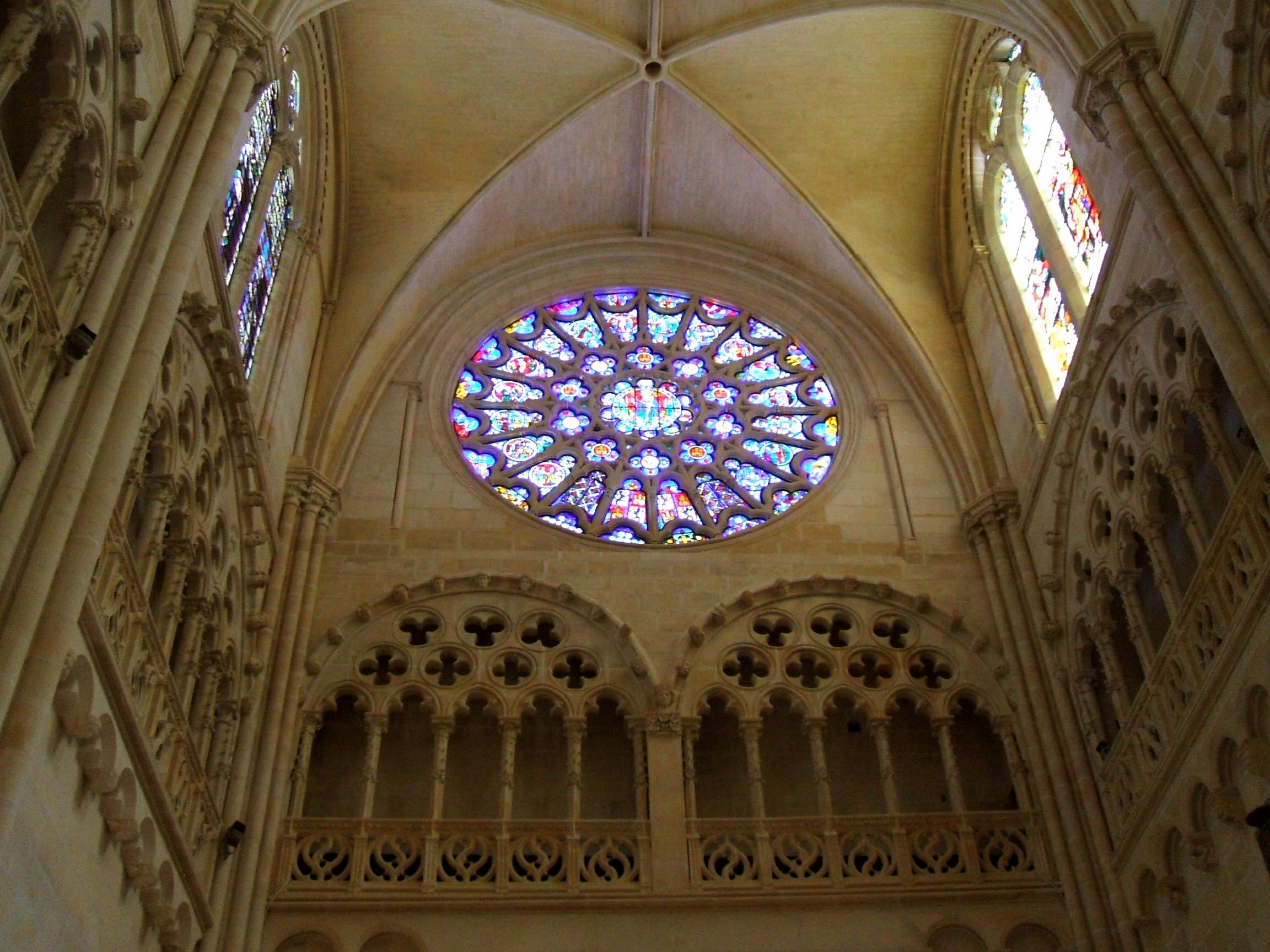
Katedrála v Burgosu, Španělsko
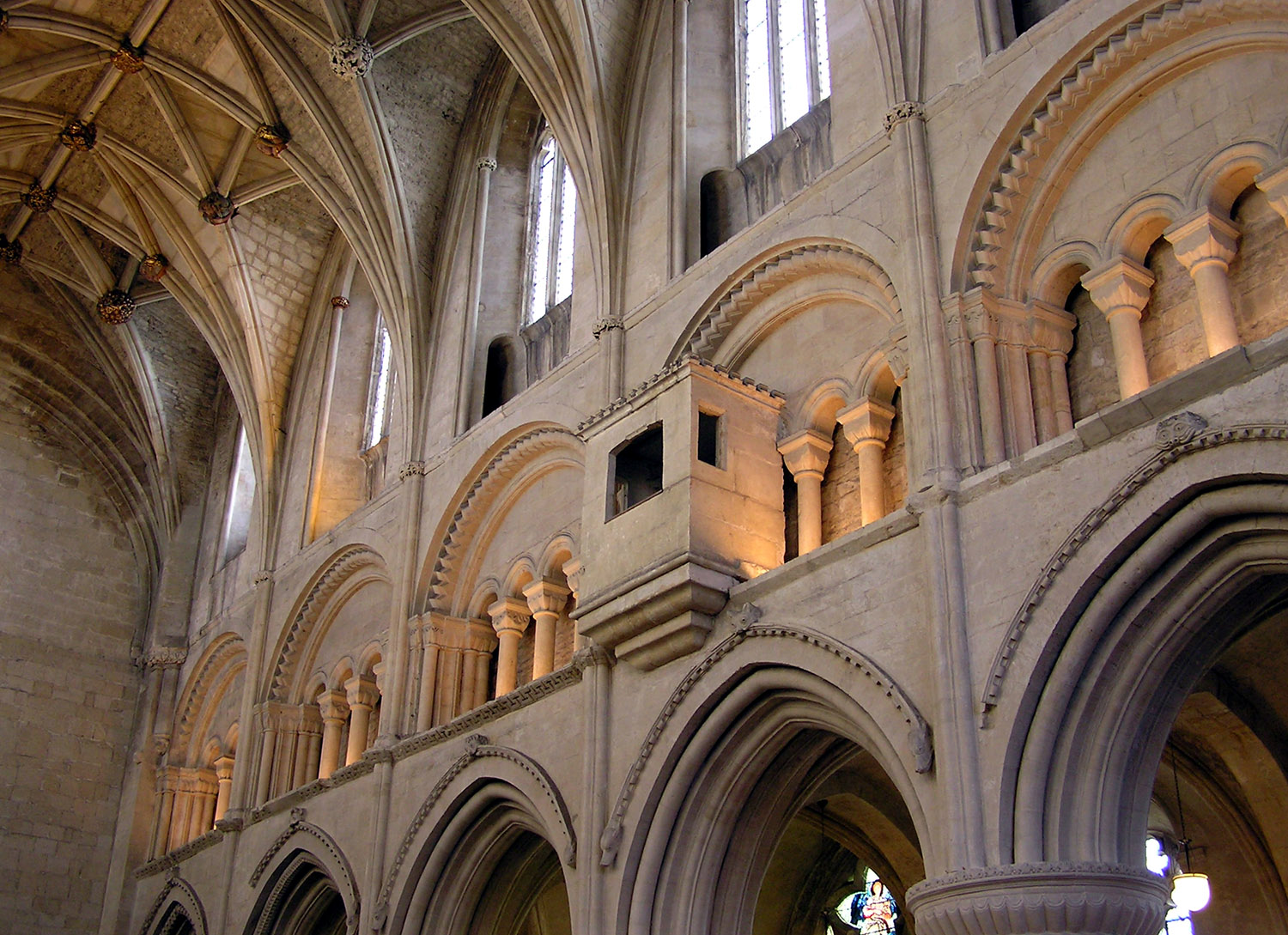
Triforium v Opatství Malmesbury, Velká Británie